# Sílvio Manuel Pereira
Sílvio Manuel Azevedo Ferreira Sá Pereira, conegut simplement com a Sílvio (nascut el 28 de setembre de 1987), és un futbolista professional portuguès que juga al SL Benfica, cedit per l'Atlètic de Madrid, i a la selecció de Portugal. Juga com a defensa, i pot fer-ho tant per la dreta com per l'esquerra.
El 31 d'agost de 2012 fou suplent en el partit que decidia la Supercopa d'Europa 2012, contra el Chelsea FC a Mònaco, i que l'Atlético de Madrid guanyà per 4 a 1.

## Palmarès
Braga
- Lliga Europa de la UEFA: Finalista 2010–11

Atlético de Madrid
- Lliga Europa de la UEFA: 2011–12
- Supercopa d'Europa: 2012[1]